# Scarlet Nonpareil (manzana)
Scarlet Nonpareil es el nombre de una variedad cultivar de manzano (Malus domestica). Un híbrido de manzana de Parentales desconocidos. Criada alrededor de 1773 en el jardín de una posada en Esher, Surrey. Recibió el Premio al Mérito de la Royal Horticultural Society en 1901. Las frutas tienen una pulpa blanca fina y cremosa con un sabor subácido y rico.

## Sinonimia
- "New Scarlet Nonpareil",
- "Saint Augustine’s Orange",
- "Sheppard’s Nonpareil",
- "Scharlachroter Nonpareil".

## Historia

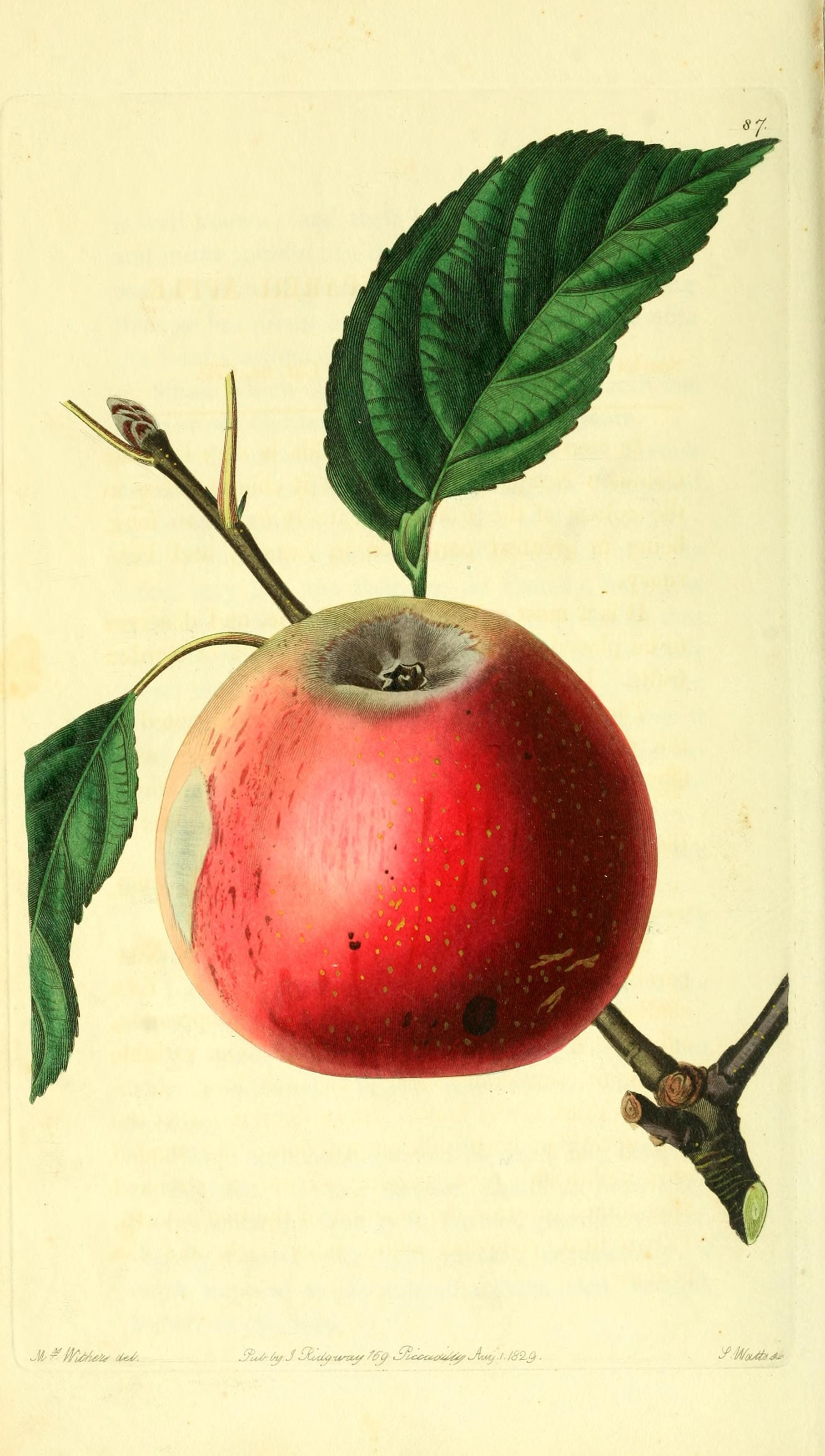
'Scarlet Nonpareil' en el The Pomological magazine (Pl. 87)

'Scarlet Nonpareil' es una variedad de manzana, híbrido de manzana de Parentales desconocidos. Según un relato, fue descubierta alrededor de 1773 creciendo en el jardín de un tabernero en Esher, en Surrey Inglaterra, y fue cultivada por primera vez por Grimwood, del vivero "Kensington Nursery", pero según el relato de "Salisbury" se cultivó a partir de semillas en "Kempton Park", cerca de Sun Bury, a principios del siglo XIX (1816). Recibió el Premio al Mérito de la Royal Horticultural Society en 1901.
Está cultivada en diversos bancos de germoplasma de cultivos vivos tales como en National Fruit Collection (Colección Nacional de Fruta) de Reino Unido donde estuvo cultivada con el número de accesión: 1951-005 y nombre de accesión 'Scarlet Nonpareil'.

## Características
'Scarlet Nonpareil' es un árbol de un vigor moderadamente vigoroso, de tamaño mediano y tienen un hábito extendido. Presenta fructificación en espuelas. Tiene un tiempo de floración que comienza a partir del 4 de mayo con el 10% de floración, para el 10 de mayo tiene una floración completa (80 %), y para el 16 de mayo tiene un 90% caída de pétalos.
Tiene una talla de fruto medio con altura promedio de 42,00 mm, y ancho promedio de 57,50 mm; forma redonda con tendencia a achatada, a veces ligeramente cónico; con nervaduras ausentes y corona muy débil; epidermis con color de fondo amarillo, que se ve a través de rayas rojo pálido en la cara sombreada, completamente lavado con rojo vivo en el rostro expuesto al sol con vetas de rojo más oscuro, presenta grandes parches de lenticelas ruginoso-"russeting", ruginoso-"russeting" (pardeamiento áspero superficial que presentan algunas variedades) débil; cáliz es mediano y abierto, asentado en una cuenca de profundidad poco profunda y ancha, con las paredes ligeramente estriadas; pedúnculo varía de muy corto a muy largo y de un calibre medio, colocado en una cavidad estrecha y poco profunda; la carne es amarillenta, con textura de grano fino y firme, con sabor jugoso e intensamente dulce y afrutado.
Su tiempo de recogida de cosecha se inicia a mediados de octubre. Se mantiene bien hasta tres meses en cámara frigorífica.

## Progenie
'Scarlet Nonpareil' como Parental-Padre (polen), tiene en su progenie a la nueva variedad de manzana:
- Oxford Beauty

## Usos
'Scarlet Nonpareil' es muy utilizada como manzana de postre fresca en mesa.